# Tephriopis arabescalis
Tephriopis arabescalis là một loài bướm đêm trong họ Erebidae.